# Аджита Кесакамбалі
Аджіта Кесакамбалі (санскр. अजित केशकंबली; кит.: 阿耆多翅舍欽婆羅) був давньоіндійським філософ 6 століття до н. е. Його вважають першим відомим прибічником індійського матеріалізму та попередником школи Локаята (Чарвака). Ймовірно, він був сучасником Сіддгартха Ґаутама, більш відомого як «Будда» і Магавіри. Часто зазначалося, що доктрини школи «Локаята» були значною мірою взяті з вчень пана Аджіта Кесакамбалі.
Як і у неортодоксальній школі «Локаята», від вчень Аджіта Кесакамбалі нічого не збереглося в письменному виді (письменних джерелах), за винятком деяких розрізнених посилань на них, зроблених його опонентами заради спростування. Таким чином, через природу цих посилань, основні рамки філософії проповіданої паном Аджіта Кесакамбалі повинні бути отримані шляхом фільтрації (відкидання) незрозумілих легенд, пов'язаних з ним.

### З буддійських джерел
Відповідно до однієї з буддійських легенд, пан Аджіта Кесакамбалі носив ковдру виготовлену з людського волосся (кесакамбалі на санскриті означає «з волосяною ковдрою»), «яка описується як найжалюгідніший одяг. У холодну погоду було холодно, а в спекотну — жарко». смердючий і неотесаний». Аджіта означає (перекладається/ тлумачиться як) «нескорений», що означає, що він був сперечальником.

Відповідно до ранніх буддійських джерел, пан Аджіта Кесакамбалі стверджував, що:
Немає такого поняття, як милостиня, жертва чи жертвоприношення (або просто: приношення). Від добрих чи злих вчинків та дій немає ні плоду, ні результату. Людина складається з чотирьох первинних елементів. Коли вона помирає, земне що в ньому є повертається до землі, рідина — до води, тепло — до вогню, вітер — до повітря, а його здібності переходять у космос (всесвіт). Чотири носії, на носилках і п'ятий, забирають його мертве тіло; аж доки вони не доносять його до згарища, люди виголошують хвалебні слова та промови, але там після спалення його тіла, кістки вибілюються, а всі його попередні жертви закінчуються лише попелом. Це вчення дурнів, ці балачки про подарунки після смерті. Це пуста брехня, пуста балаканина, коли люди кажуть, що тут є прибуток (сенс). Як дурні, так і мудрі, після розпаду тіла, відсікаються, знищуються, а після смерті — ні.
Відповідно до «Брахмаджала-сутти», пан Аджіта Кесакамбалі висунув «Уччедаваду» (доктрина цілковитого знищення після смерті) й «Там-Дживам-там-сарірам-ваду» (доктрина тотожності душі та тіла людини), які заперечували окреме існування вічної душі. Ступінь, до якої ці доктрини, які, очевидно, успадкувала неоконсервативна школа «Локаята», в ідеалістичній, теїстичній та релігійній літературі того часу вважалися гідними презирства їх вчення, і тому потребувалось його спростування, це є можливим доказом популярності світогляду пана Аджіта Кесакамбалі та можливо їхньої філософської витонченості.

### Сучасні інтерпретації
Індійський математик, статистик, філолог, та історик Д.Д. Косамбі, називав пана Аджіта Кесакамбалі протоматеріалістом, та зазначає, що він «проповідував ґрунтовну матеріалістичну доктрину: добрі справи та милосердя зрештою нічого не принесли людині. Його тіло після смерті розчинилося на первинні елементи, незалежно від того, що він зробив або не зробив у своєму житті. Нічого не залишилося. Добро і зло, милосердя та співчуття — усе це не має значення для долі людини».